# Nikólaos Morakis
Nikólaos Morakis (en grec Νικόλαος Μωράκης), però a vegades escrit Dorakis (en grec Δοράκης), va ser un tirador grec que va prendre part en els Jocs Olímpics de 1896, Atenes.
Morakis disputà la prova de pistola militar, en què quedà en tercera posició amb 205 punts, per darrere dels germans John i Sumner Paine.